# Nichelle Nichols

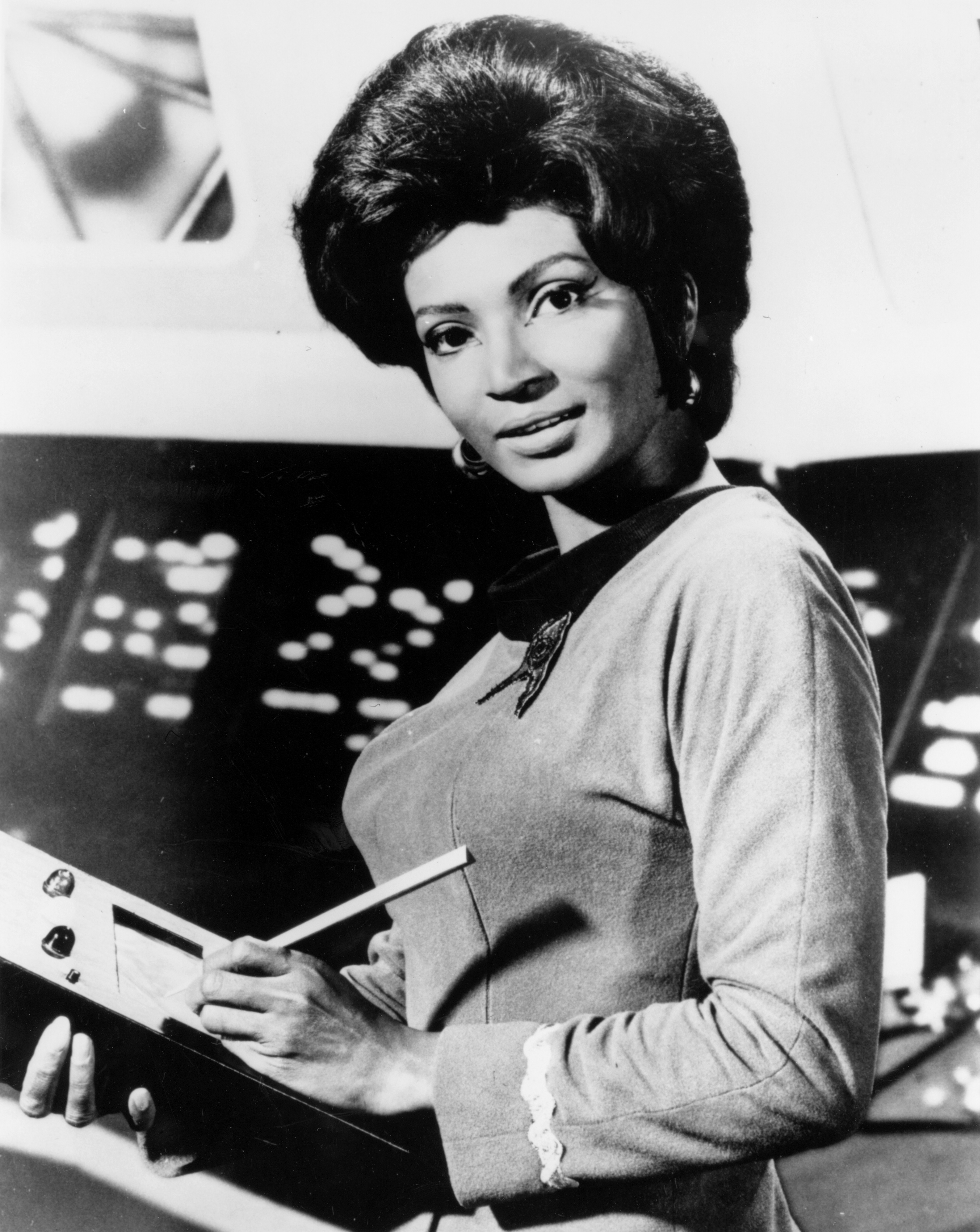
Nichelle Nichols jako porucznik Nyota Uhura z serialu Star Trek

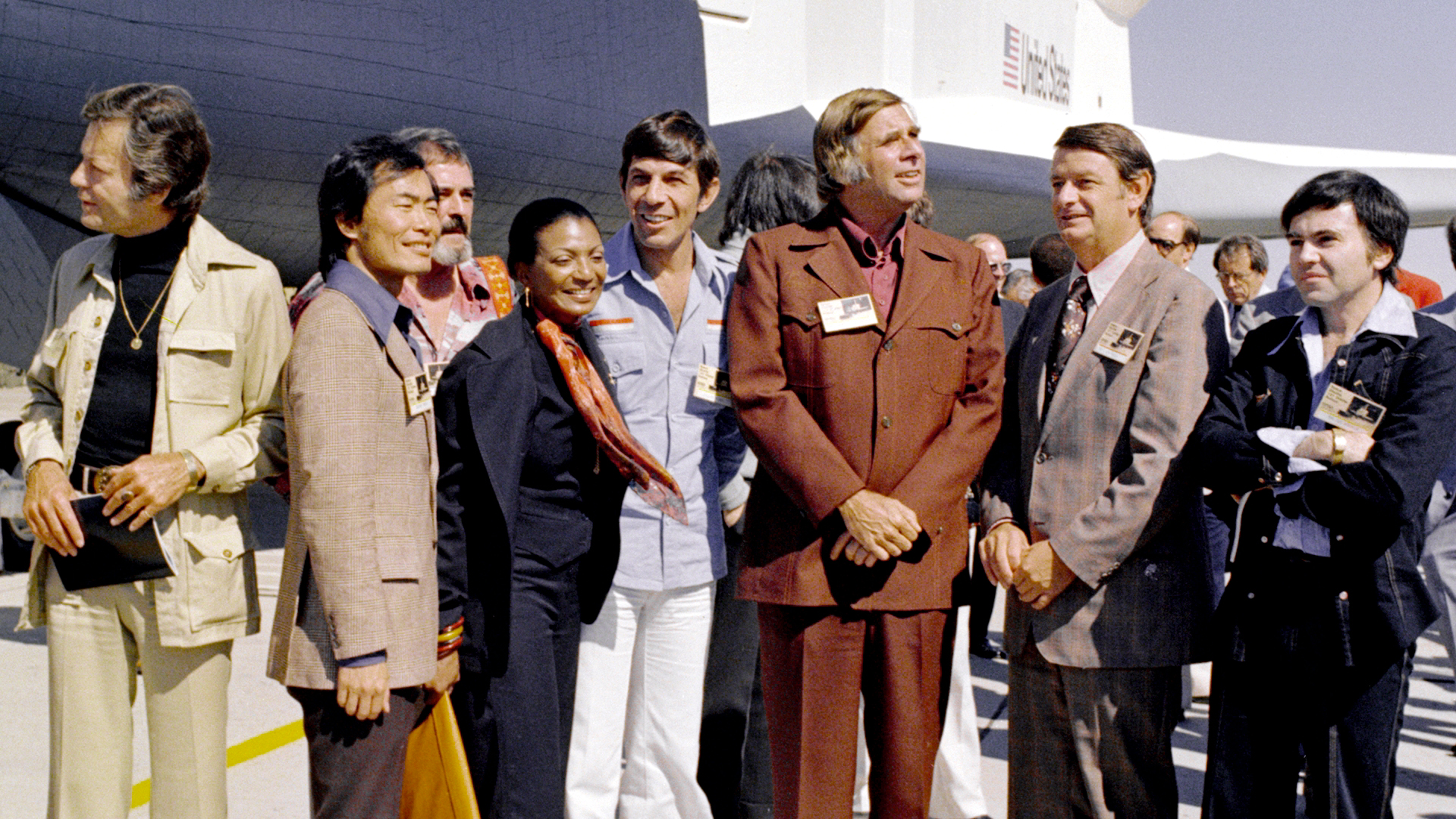
Nichelle Nichols (czwarta od lewej) i jej koledzy z obsady serialu Star Trek podczas zwiedzania wahadłowca Enterpise w zakładach Rockwell International w Palmdale, 1976

Nichelle Nichols, właśc. Grace Dell Nichols (ur. 28 grudnia 1932 w Robbins w stanie Illinois, zm. 30 lipca 2022 w Silver City) – amerykańska aktorka i wokalistka. Największą sławę przyniosła jej rola Nyoty Uhury w serialu Star Trek.

## Życiorys
Podczas studiów w Nowym Jorku występowała jako piosenkarka w nocnych klubach, była także modelką i grała w musicalach. Przemierzyła Stany Zjednoczone, Kanadę i Europę, występując w zespołach jazzowych Duke’a Ellingtona i Lionela Hamptona.
Podczas realizacji pierwszego sezonu Star Trek Nichols chciała zrezygnować z udziału w serialu ze względu na marginalną rolę jej postaci. Pozostała w obsadzie po osobistych namowach Martina Luthera Kinga, który uświadomił jej, jak wielką rolę może odegrać w emancypacji młodych, czarnych kobiet. Do inspiracji postacią Uhury przyznają się m.in. Whoopi Goldberg (zagrała w serialu Star Trek: Następne pokolenie) oraz astronautka Mae Jemison, pierwsza czarnoskóra kobieta w kosmosie.
Do historii przeszedł jej pocałunek z Williamem Shatnerem, grającym kapitana Kirka, uważany za pierwszy pocałunek ekranowy ciemnoskórej kobiety i białego mężczyzny.
Po zakończeniu produkcji pierwszej serii Star Trek zgłosiła się w charakterze wolontariuszki do projektu NASA, którego celem było przyciągnięcie do pracy w agencji kosmicznej kobiet oraz osób należących do mniejszości etnicznych. Przedsięwzięcie okazało się sukcesem, a dzięki rekrutacyjnym działaniom Nichols w szeregach NASA znaleźli się m.in. późniejsi astronauci: Sally Ride (pierwsza amerykańska astronautka), Guion Bluford (pierwszy astronauta afroamerykański), Judith Resnik i Ronald McNair, oraz przyszli szefowie agencji: Charles F. Bolden (również astronauta) i Lori Garver.
Nagrała dwa albumy płytowe: Down to Earth (1967) i Out of This World (1991). Jest także autorką książki autobiograficznej Beyond Uhura • Star Trek and Other Memories (1994) oraz współautorką powieści: Saturn’s Child (1996), napisanej z Margaret Wander Bonanno, i Saturna’s Quest (2002), napisanej z Jimem Meechanem.
Jedną z planetoid pasa głównego nazwano „Nichols” za sprawą kreacji aktorskiej Nichelle jako Uhury w serialu Star Trek.

## Filmografia
- 1959: Porgy i Bess (Porgy and Bess) – epizod
- 1964: The Lieutenant (serial TV) – Norma Bartlett
- 1966: Tarzan’s Deadly Silence (dwuczęściowy film TV) – Ruana

Pan Buddwing (Mister Buddwing) – uczestniczka gry w kości
Star Trek (do 1969, serial TV) – por. Uhura
- 1967: Doctor, You’ve Got to be Kidding – Jenny Ribbock
- 1973: Star Trek (animowany serial TV) – por. Uhura (głos)
- 1974: Truck Turner – Dorinda
- 1979: Star Trek (Star Trek: The Motion Picture) – kmdr ppor. Uhura
- 1982: Star Trek II: Gniew Khana (Star Trek II: The Wrath of Khan) – kmdr por. Uhura
- 1983: Antony and Cleopatra – Charmian
- 1984: Star Trek III: W poszukiwaniu Spocka (Star Trek III: The Search for Spock) – kmdr por. Uhura
- 1986: Star Trek IV: Powrót na Ziemię (Star Trek IV: The Voyage Home) – kmdr por. Uhura

The Supernaturals – sierż. Leona Hawkins
- 1989: Star Trek V: Ostateczna granica (Star Trek V: The Final Frontier) – kmdr por. Uhura
- 1991: Star Trek VI: Wojna o pokój (Star Trek VI: The Undiscovered Country) – kmdr por. Uhura
- 1992: Star Trek: 25th Anniversary Enhanced (gra komputerowa) – por. Uhura (głos)
- 1994: Gargoyles (cztery odc. do 1998, animowany serial TV) – Diane Maza (głos)

Batman (Batman: The Animated Series) (odc. Avatar, animowany serial TV) – Thoth Khepera (głos)
Star Trek: Judgment Rites (gra komputerowa) – por. Uhura (głos)
- 2000: Futurama (odc. Anthology of Interest I, animowany serial TV) – ona sama jako gość programu
- 2002: Futurama (odc. Where No Fan Has Gone Before) – ona sama jako gość programu

Śnieżne psy (Snow Dogs) – Amelia Brooks
- 2005: Daleko jeszcze? (Are We There Yet?) – panna Mable
- 2007: Star Trek: Bogowie i ludzie (Star Trek: Of Gods and Men) (trzyczęściowy miniserial TV) – komandor Uhura

Herosi (Heroes) (serial TV) – Nana Dawson
- 2008: Lady Magdalene’s – lady Magdalene/Maggie

Tru Loved – babcia
The Torturer – doktor psycholog
- 2010: Scooby-Doo: Klątwa potwora z głębin jeziora (Scooby-Doo! Curse of the Lake Monster) – senator
- 2012: This Bitter Earth – Clara Watkins